# Едно хлапе в двора на крал Артур
„Едно хлапе в двора на крал Артур“ (на английски: A Kid in King Arthur's Court) е фентъзи от 1995 г. на режисьора Майкъл Готлиб и е пуснат от „Уолт Дисни Пикчърс“, съвместно със „Тримарк Пикчърс“ и „Тейпстри Филмс“. Той е свободно базиран на романа „Един янки в двора на крал Артур“ от 1889 г. на Марк Твен, който е предишно заснет от „Дисни“ като „Идентифициран летящ чудак“ през 1978 г. С участието на Томас Иън Никълъс, Джос Еклънд и Арт Малик и се отличава с това, че е една от първите филмови роли на Даниел Крейг и Кейт Уинслет. Това е последният режисиран филм на Готлиб преди смъртта му през 2014 г.